# Il monaco che vinse l'Apocalisse
Il monaco che vinse l'Apocalisse è un film del 2024 diretto da Jordan River.
La pellicola è liberamente ispirata alle visioni dell'apocalisse descritte da Gioacchino da Fiore.

## Trama
Il 30 marzo 1202 l'anziano Abate Joachim si sveglia dopo un sogno di sofferenza, che gli ha rivelato che quello sarà il suo ultimo giorno di vita. Racconta perciò al proprio discepolo ciò che gli hanno trasmesso la natura e tutte le Abbazie in cui è stato, nonché gli eventi più importanti della sua vita, tra cui l'incontro con Papa Lucio III, con la Regina Costanza d'Altavilla e quello con Re Riccardo I d'Inghilterra, Cuor di Leone, a cui spiega il significato del Drago a sette teste del Libro dell'Apocalisse di Giovanni, presente nella Sacra Bibbia. Esso rappresenta il male, quel male che spesso si trova all'interno dell'essere umano, oltre che fuori. Trasmette al suo discepolo la profezia della ‘Terza Epoca’, l’era di piena libertà dello spirito e di progresso interiore, già affidata a una pergamena, come si faceva nel Medioevo, e preso dai suoi ricordi gli narra anche del momento in cui aveva fondato su un monte impervio il suo Monastero, “Fiore”, basato soprattutto su un forte messaggio di speranza. Dopo la propria morte fisica, l'Abate Joachim si trova con lo spirito a dover affrontare il Drago a sette teste.

## Produzione
Le riprese, iniziate il 20 giugno 2022  e conclusesi nel dicembre seguente, si sono svolte in diverse regioni italiane, tra cui Lazio e Calabria.

## Promozione
Il poster è stato pubblicato il 13 settembre 2024, mentre il trailer è stato diffuso il giorno 1 ottobre 2024.

## Distribuzione
La distribuzione nelle sale italiane è avvenuta il 5 dicembre 2024.

## Riconoscimenti
- Terni Film Festival[5]
  - 2024 – Miglior film
  - 2024 – Migliore fotografia
  - 2024 – Migliore scenografia
  - 2024 – Migliore effetti visivi
- Festival internazionale del cinema di Salerno
  - 2024 – Miglior film italiano[6]